# 특수교육진흥법
특수교육진흥법(特殊敎育振興法)은 특수교육에 관한 대한민국 법으로, 장애인 등에 대한 특수교육법의 전신이다. 1977년 12월 31일 제정되어 1979년 1월 1일부터 시행되기 시작했으며 2008년까지 여러차례의 개정이 이루어졌다.
2007년 5월 25일에 시행된 장애인 등에 대한 특수교육법이 2008년 5월 26일에 시행되면서 폐지되었다.

## 연혁
- 1977년 12월 31일 : 제정
- 1979년 1월 1일 : 시행
- 2007년 5월 25일 : 장애인 등에 대한 특수교육법이 제정
- 2008년 5월 26일 : 장애인 등에 대한 특수교육법이 시행되면서 폐지

## 같이 보기
- 교육기본법
- 장애인 등에 대한 특수교육법